# The Metaphysical Engine, or What Quill Did
The Metaphysical Engine, or What Quill Did (littéralement : « Le Moteur métaphysique, ou ce que Quill a fait ») est le septième épisode de la série télévisée britannique Class, spin-off de la série de science-fiction Doctor Who. Il est originellement diffusé le BBC Three le 26 novembre 2016.

## Distribution
- Katherine Kelly : Mlle Quill
- Pooky Quesnel : Dorothea Ames
- Chiké Okonkwo : Ballon
- Greg Austin : Charlie Smith
- Fady Elsayed : Ram Singh[1]
- Sophie Hopkins : April MacLean[1]
- Vivian Oparah (en) : Tanya Adeola[1]
- Jordan Renzo (en) : Matteusz Andrzejewski

## Résumé
Mais qu'a fait Mlle Quill pendant que ses élèves étaient en retenue ? Et comment a-t-on pu retirer l'« arn » de son cerveau ? Et surtout, à quel point les choses vont-elles changer ?

### Continuité
- Les événements se passent de façon simultanée à ceux de l'épisode précédent, Detained, mais cette fois, du point de vue de Quill.
- Dorothea mentionne les Zygons (que Quill appelle d'une façon erronée les « Zygoats », le mot « goat » signifiant « chèvre » en anglais) et le fait qu'ils soient protégés sur Terre, à la suite des événements de l'épisode Le Jour du Docteur.
- Lors d'une discussion avec Quill, Ballon mentionne U.N.I.T. Lors de la même discussion, Quill raconte la mort de l'homme qu'elle aimait, lors de la guerre contre les Rhodiens.
- Lorsque Quill dit que la dernière personne qu'elle ait embrassé est un robot, elle fait référence aux événements de l'épisode The Coach With the Dragon Tattoo.
- Après son opération par Ballon, Quill n'est plus soumise à Charlie, l'« arn » ayant été retiré.
- Quill répète deux fois qu'elle est « la guerre incarnée », phrase qu'elle a déjà dite dans For Tonight We Might Die.
- On découvre à la fin de l'épisode que Quill est enceinte, à la suite de sa relation sexuelle avec Ballon.